# Hans W. Geißendörfer

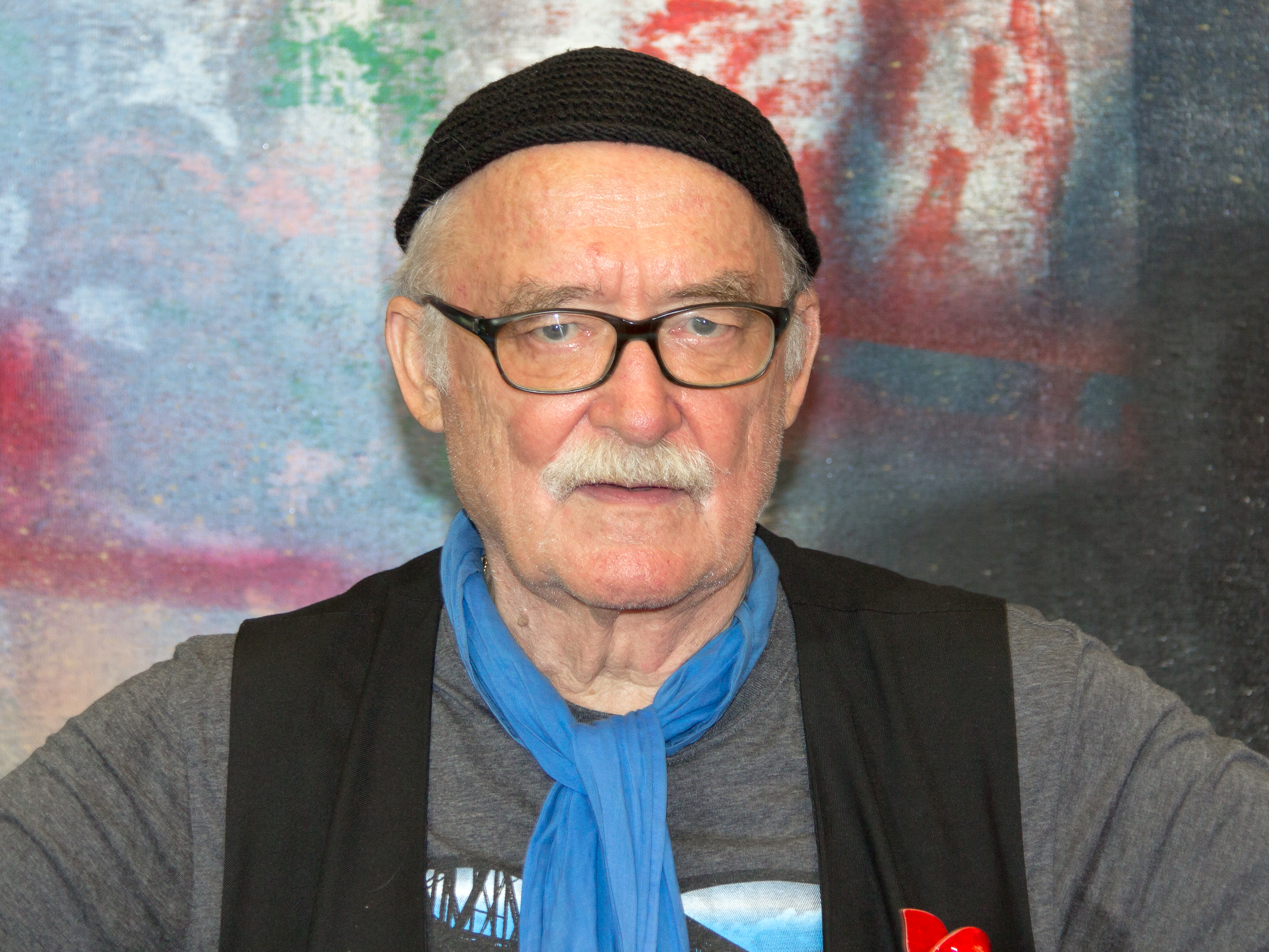
Hans W. Geißendörfer (2015)

Hans Wilhelm Max Geißendörfer (* 6. April 1941 in Augsburg als Wilhelm Max Geißendörfer) ist ein deutscher Regisseur, Autor und Filmproduzent.

## Leben
Hans W. Geißendörfer wuchs als Kind einer Pfarrersfamilie in Neustadt an der Aisch auf. Sein Vater war Militärgeistlicher, der kurz nach seiner Geburt fiel. Er besuchte das Gymnasium Windsbach und machte das Abitur. Von 1962 bis 1967 studierte er Germanistik, Theaterwissenschaften, Psychologie und afrikanische Sprachen in Marburg, Erlangen, Wien und Zürich.
Während des Studiums und nach dessen Abbruch reiste er durch Europa, Asien und Afrika. Dabei machte er 16-mm-Filme, die von Fernsehanstalten gekauft und zum Teil überarbeitet ausgestrahlt wurden. 1968 zog er nach München, wo er mit anderen Filmemachern wie Wim Wenders seine Filmkenntnisse erweiterte. Nach kurzer Tätigkeit als Regieassistent konnte er seine ersten Fernsehfilme drehen.
Im Jahr 1971 gründete er mit anderen Autorenfilmern des Neuen Deutschen Films den Filmverlag der Autoren. In den folgenden Jahren inszenierte er unter anderem anspruchsvolle Literaturverfilmungen, Thriller und historische Stoffe. Sein Film Die gläserne Zelle war 1979 für den Oscar als bester fremdsprachiger Film nominiert. 
1982 gründete Geißendörfer seine eigene Produktionsgesellschaft, die Geißendörfer Film- und Fernsehproduktion GmbH, kurz gff GmbH. Sie produzierte von 1985 bis 2019 in Zusammenarbeit mit dem WDR die erste deutsche Dauerserie Lindenstraße, bei der Geißendörfer zeitweise auch Regie führte. Zu dieser Serie wurde er durch seine Kindheit in einem Mehrfamilienhaus in Neustadt an der Aisch inspiriert.
Geißendörfer gehörte 2003 zu den Gründungsmitgliedern der Deutschen Filmakademie. 2011 war er einer der Mitgründer des Video-on-Demand-Portals alleskino.de, das zum Ziel hat, alle deutschen Kinoproduktionen zu zeigen.
In der Öffentlichkeit trägt Geißendörfer stets eine Wollmütze. Nach seiner eigenen Aussage wurde ihm nach einem schweren Nebenhöhlenkatarrh in seiner Kindheit von ärztlicher Seite geraten, immer eine Kopfbedeckung zu tragen. Erst trug er eine Kapitänsmütze, zur jetzigen inspirierte ihn der Film Einer flog über das Kuckucksnest, in dem der Hauptdarsteller Jack Nicholson ein ähnliches Modell trägt.

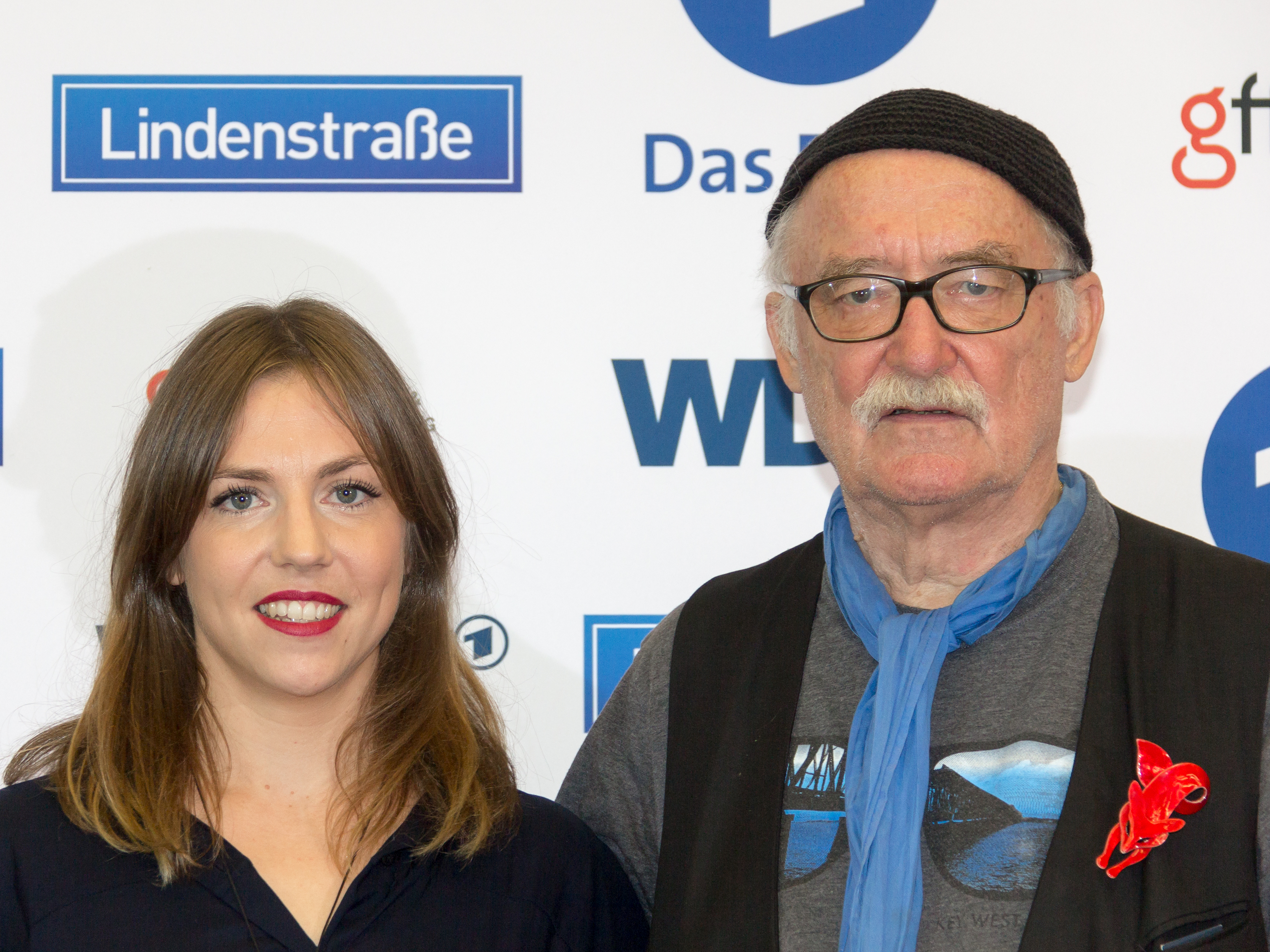
Hana und Hans Geißendörfer

Die Regisseurin Hana Geißendörfer ist seine Tochter, der Neustädter Gymnasiallehrer, Posaunenchorleiter (ab 1968) und Komponist Dieter Geißendörfer (1939–2012) war sein Bruder.

## Filmografie (Auswahl)
- 1970: Jonathan
- 1970: Der Fall Lena Christ
- 1970: Eine Rose für Jane
- 1971: Carlos
- 1973: Marie
- 1973: Die Eltern
- 1974: Perahim – die zweite Chance
- 1976: Lobster (Fernsehserie, 6 Teile)
- 1976: Sternsteinhof
- 1976: Die Wildente
- 1978: Die gläserne Zelle
- 1979: Theodor Chindler (Fernsehserie, 8 Teile)
- 1982: Der Zauberberg
- 1984: Ediths Tagebuch
- 1985–2020: Lindenstraße (Produzent) (Fernsehserie, 1758 Folgen)
- 1989: Bumerang-Bumerang
- 1992: Gudrun
- 1993: Justiz
- 2005: Schneeland
- 2007: Zelle (Produzent)
- 2008: Selbstgespräche (Produzent)
- 2011: In der Welt habt ihr Angst
- 2011: Sommer der Gaukler (Produzent)
- 2012: Der deutsche Freund (Produzent)
- 2015: Tatort: Schwerelos (Produzent)[7] (Fernsehfilm)
- 2017: Toter Winkel (Produzent)

## Auszeichnungen
- 1970: Filmband in Silber (Nachwuchsregie) für Jonathan
- 1970: Preis der 15 (deutschen Filmkritiker) für Jonathan als bestes Debüt
- 1976: Filmband in Silber für Sternsteinhof
- 1978: Filmband in Gold für Die gläserne Zelle
- 1979: Oscar-Nominierung für Die gläserne Zelle
- 1982: Filmband in Silber für Der Zauberberg
- 1988: Bambi für Lindenstraße
- 1998: Goldene Kamera für Lindenstraße
- 2001: Adolf-Grimme-Preis mit Gold für Lindenstraße
- 2005: Kompassnadel des Schwulen Netzwerks
- 2005: DVD Champion in der Kategorie Lifetime Achievement Award für sein Lebenswerk
- 2011: Ehrenbiber der Biberacher Filmfestspiele
- 2013: Integrationsbrief der bayerischen Staatsregierung
- 2015: Max-Ophüls-Preis – Ehrenpreis für Verdienste um den jungen deutschsprachigen Film[8]
- 2015: Bundesverdienstkreuz am Bande[9]